# Elliot Aronson
Pour les articles homonymes, voir Aronson.
Elliot Aronson (né le 9 janvier 1932) est un psychologue américain. Il est classé parmi les 100 psychologues les plus éminents du XXe siècle, surtout connu pour l'invention de la salle de classe Jigsaw comme un moyen de réduire l'hostilité interethnique et les préjugés, ses recherches sur la dissonance cognitive et ses manuels de psychologie sociale.
Elliot Aronson est atteint de cécité due à un syndrome maculaire diagnostiqué en 2000.